# 키리니아가현

키리니아가현

키리니아가현(Kirinyaga County)은 케냐를 구성하는 47개 현 가운데 하나로 현도는 케루고야와 쿠투스이며 면적은 1,205.4km2, 인구는 528,054명(2009년 기준)이다. 2013년에 실시된 행정 구역 개편에 따라 중부주에서 분리되어 신설되었다. 서쪽으로는 니에리현, 남서쪽으로는 무랑가현, 남쪽과 동쪽으로는 엠부현, 북동쪽으로는 타라카니티현, 북쪽으로는 메루현과 접한다.

## 인구
| 연도    | 인구    | ±%     |
| ------- | ------- | ------ |
| 1979    | 291,431 | —      |
| 1989    | 391,516 | +34.3% |
| 1999    | 457,105 | +16.8% |
| 2009    | 528,054 | +15.5% |
| 2019    | 610,411 | +15.6% |
| source: |         |        |